# Сёлавах-Агам
Сёлавах-Агам (индон. Seulawah Agam, известен также как Selawajanten, Goudberg и Selawajan) — потенциально активный стратовулкан на северо-западе острова Суматра в Индонезии. Находится в пределах огромной кальдеры Лам Теуба, образованной в период плейстоцена. В её пределах также расположена другая кальдера диаметром 8×6 км. Абсолютная высота вулкана составляет 1810 м, относительная — 1610 м. На верхушке вулкана Сёлавах-Агам находится покрытый лесом кратер шириной 400 м. Другой кратер, Ван Хойц, расположен на высоте 650 м на северо-северо-западном склоне и является активным. Внутри Ван Хойц находятся активные поля фумарол.

## Активность вулкана
За всё время зафиксировано два извержения Сёлавах-Агам: взрывное извержение в период между 1500-м и 1520-м годом и извержение Ван Хойц 12 января 1839 года, остановившееся на следующий день. По шкале VEI оба извержения получили 2 из 8 баллов. В период с 27 декабря по 8 января 2013 года вулкан проявлял относительно большую сейсмическую активность. Хотя сперва наблюдения были невозможны из-за тумана, 2 января в 20 метрах от кратера Ван Хойц была обнаружена новообразовавшаяся сольфатара, 3 января уровень тревоги был повышен до 2 уровня из 4 возможных.
На данный момент вулкан проявляет небольшую сейсмическую активность.